# Jeep Forward Control
La Jeep Forward Control o Jeep FC è un autocarro costruito dalla Willys-Overland, e successivamente dalla Kaiser Jeep dal 1956 al 1965. In seguito ha servito la base per il camion GAZ-66.
Fu assemblato anche in altri mercati su licenza. I veicoli sono stati prodotti anche su licenza in India e Spagna.
Il Forward Control era commercializzato principalmente come veicoli da lavoro per uso aziendale, militare e civile. I veicoli erano forniti di pianali oppure dotati di carro attrezzi, cassone ribaltabile o utilizzati camion dei pompieri.